# Lotfia ElNadi
Lotfia ElNadi ( 29 de outubro de 1907- 2002; em árabe: لطفية النادي;)  foi uma aviadora egípcia. Ela foi a primeira mulher africana, bem como a primeira mulher árabe a receber uma licença de piloto.

## Primeiros anos
Lotfia ElNadi nasceu em 29 de outubro de 1907 numa família de classe média do Cairo. Após a conclusão de sua educação primária, era de se esperar que ela se casasse, tornasse uma dona-de-casa e mãe. Seu pai, que trabalhava na imprensa oficial do governo, Matbaa Amiriya, não viu nenhuma razão para ElNadi prosseguir o ensino secundário. Sua mãe a incentivou a participar do American College com seu currículo moderno e foco como uma escola de idiomas.
ElNadi leu um artigo sobre uma escola de pilotagem  recém-aberta no Cairo, e decidiu que ela iria frequentá-la, apesar das objeções de seu pai . Inicialmente, ela se aproximou de um jornalista para ajudá-la, mas quando ele se recusou, ela foi diretamente para o diretor da EgyptAir, Kamal Elwi, pedindo ajuda. Ele viu potencial para  publicidade e concordou em ajudá-la. Como ElNadi não tinha meios para pagar as aulas de voo, ela trabalhou como secretária e telefonista para a escola de aviação em troca de sua matrícula.

## Carreira na aviação
Dizendo a seu pai que ela estava participando de um grupo de estudo duas vezes por semana, ElNadi em vez disso tomou lições de pilotagem, juntamente com 33 outros colegas do sexo masculino. Quando ElNadi obteve a sua licença de piloto, em 27 de setembro de 1933, tornou-se a primeira mulher africana e também árabe piloto no mundo, depois de 67 dias de estudo. Inicialmente, seu pai ficou com raiva, mas vendo a repercussão favorável que ElNadi recebia da mídia, sua raiva dissipou-se e ele permitiu que ela o levasse em um voo sobre as pirâmides. Seu feito ganhou as manchetes em todo o mundo.

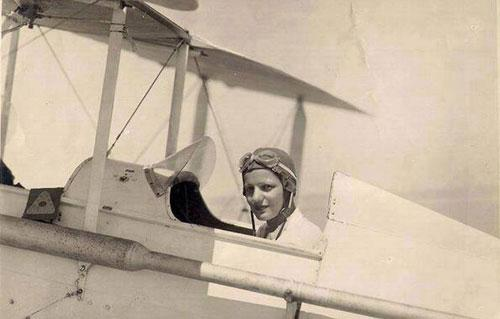
Lotfia em um avião, 1933.

Em 19 de dezembro de 1933, ElNadi voou na corrida internacional entre o Cairo e Alexandria. Voando a velocidade média de 100 milhas (160 quilômetros) por hora, ela conduziu seu avião monomotor para a linha de chegada antes de qualquer um dos outros concorrentes. Como ela deixou de sobrevoar uma das duas tendas localizadas no meio do percurso, o que foi exigido como parte da competição, ElNadi não foi declarada vencedora. Ela recebeu um prêmio de consolação de 200 libras egípcias e os parabéns do Rei Fuad por sua tentativa. Huda Sha'arawi, uma líder feminista, também enviou saudações pela inspiração que  ElNadi dava e, em seguida, realizou um esforço de angariação de fundos para ElNnadir comprar um avião próprio. ElNadi trabalhou como secretária-geral do Clube Egípcio de Aviação e pilotou por cerca de cinco anos até se ferir em um acidente que danificou sua coluna vertebral.
Seguindo o  exemplo de ElNadi , por cerca de uma década outras mulheres egípcias participaram de treinamento de voo e se tornaram pilotos. Com o advento da Segunda Guerra Mundial, nenhuma outra mulher piloto treinou após 1945, até Dina-Carole El Sawy, tornar-se piloto da EgyptAir.

## Últimos anos
Após o acidente de voo, ElNadi, foi à Suíça para reeber  tratamento médico e lá permaneceu por muitos anos. Em 1989, foi convidada a voltar ao Cairo para participar do 54º aniversário da aviação civil no país, onde recebeu a Ordem do Mérito da Organização Egípcia de Educação Aeroespacial . Em 1996, um documentário, Take Off From the Sans, foi produzido contando a sua história. Com  seus 80 anos, mudou-se para Toronto para viver com seu sobrinho e sua família, proeminente designer de interiores, Mahmoud Elnadi. Ela nunca se casou e morreu no Cairo, em 2002.

## Legado
Em 2014, um Google Doodle comemorou seu 107º aniversário.